# Lester (Alabama)
Lester – miasto w Stanach Zjednoczonych, w stanie Alabama, w hrabstwie Limestone.